# Eugenio Angelo Lotti

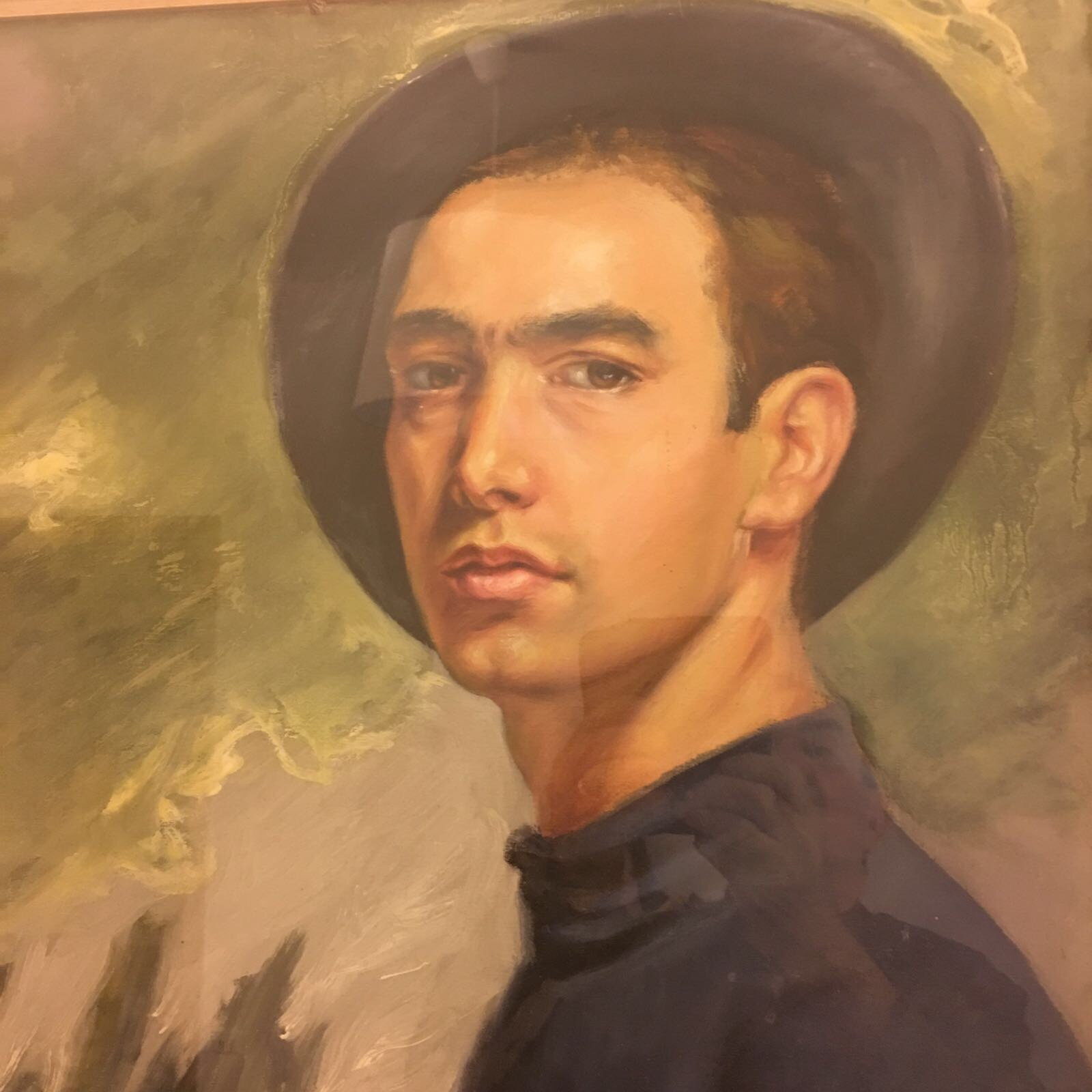
Autoritratto dell'artista

Eugenio Angelo Lotti (Campiglia Marittima, 20 dicembre 1916 – Campiglia Marittima, 7 febbraio 1977) è stato un pittore italiano.

## Biografia
Fin dalla giovanissima età allievo del  pittore e incisore di fama internazionale Carlo Guarnieri, invaghitosi del modo con il quale l'artista esprime disegnando le interpretazioni della natura.
Dal 1938 grazie all'aiuto di un Ingegnere romano, Ruggero Giacomelli, si trasferisce a Roma dove sviluppa e produce la parte più importante della carriera artistica che lo porta sino alla ribalta della Quadriennale d'arte di Roma nella cui edizione del 1943 espose l'opera "La lepre e l'uva".
Alla fine del 1943 a causa della guerra il pittore rientra nel paese nativo dove continua a lavorare ed esporre in  mostre di carattere regionale. Nel 1949 si aggiudica il primo premio, con l'opera "Il nonno", della nota "Rassegna Livornese di Pittura".
L'opera dell'artista è caratterizzata inoltre da una ricca composizione di ritratti e in particolare di autoritratti.
Dal 1953 affronta un periodo buio caratterizzato da una profonda depressione e che corrisponde con l'abbandono della pittura.
Dal 1961 grazie all'aiuto di alcuni amici intimi, Angelo Lotti riapre alla pittura affrontandola con un genere totalmente diverso, grazie al trasporto contagioso della mutata situazione toscana dell'arte giovane, sia dall'Astrattismo classico del gruppo fiorentino guidato da Vinicio Berti e dal gruppo romano con Dorazio che del dalla diffusa ripresa del realismo, con il pieno rispetto del figurativo, guidata in senso lato dal Guttuso.
L'artista continuerà a dipingere sino a poco prima di morire, colto da un male incurabile.